# Silvio Vitale
Silvio Vitale (ur. 28 stycznia 1928 w Neapolu, zm. 25 maja 2005) – włoski polityk, prawnik i publicysta, od 1988 do 1989 poseł do Parlamentu Europejskiego.

## Życiorys
Ukończył studia prawnicze, po czym praktykował jako adwokat specjalizujący się w prawie cywilnym. Zaangażował się w działalność polityczną w ramach Włoskiego Ruchu Społecznego. Od maja 1950 był pierwszym przewodniczącym młodzieżówki studenckiej partii, Fronte universitario d'azione nazionale. W 1955 przyłączył się do rozłamowego klubu Nowy Porządek, w 1956 występując z MSI. W 1960 był współzałożycielem pisma „L'alfiere”, w tym też okresie przyjął poglądy tradycjonalistyczne, uznając legitymizm Burbonów w Królestwie Obojga Sycylii. Pod koniec lat 60. powrócił do Włoskiego Ruchu Społecznego. Działał też jako publicysta i popularyzator historii regionu południowych Włoch, m.in. przełożył z hiszpańskiego trzy z pięciu tomów monografii Francisco Eliasa de Tejady „Neapol hiszpański”.
Był radnym gminnym, a przez dwie kadencje zasiadał w radzie regionu Kampania, kierując w niej frakcją partyjną MSI. W 1984 bez powodzenia kandydował do Parlamentu Europejskiego, mandat uzyskał 6 czerwca 1988 w miejsce Pino Romualdiego. Przystąpił do Prawicy Europejskiej, należał do Komisji ds. Polityki Regionalnej i Planowania Regionalnego oraz Komisji ds. Stosunków Gospodarczych z Zagranicą. Po przekształceniu MSI w Sojusz Narodowy poświęcił się wyłącznie działalności kulturalnej, m.in. organizując coroczne spotkanie 13 lutego w Gaecie (w rocznicę poddania ostatniego zamku przez Burbonów neapolitańskich w 1861). Zmarł 25 maja 2005.